# Viceversa Littérature
 (février 2022).
Si vous disposez d'ouvrages ou d'articles de référence ou si vous connaissez des sites web de qualité traitant du thème abordé ici, merci de compléter l'article en donnant les références utiles à sa vérifiabilité et en les liant à la section « Notes et références ».
Viceversa Littérature est une revue annuelle suisse dédiée à la littérature.
Parue pour la première fois en 2007, elle est publiée par le Service de presse suisse en français, italien et allemand (respectivement auprès des Éditions d'en bas, des Edizioni Casagrande et de Limmat Verlag, puis Rotpunktverlag), dans trois volumes distincts. Viceversa Littérature a pris le relais de la revue francophone Feuxcroisés (fondée en 1999).
viceversalitterature.ch est une plate-forme trilingue consacrée aux littératures de la Suisse. Il s’agit de la « sœur » virtuelle de la revue papier Viceversa Littérature. Le site poursuit en trois langues le travail du culturactif.ch. 

## Tirage
2023 : 800 exemplaires en allemand, 500 en français e 250 en italien